# Waterman (cràter)
Waterman és un cràter d'impacte que es troba a la cara oculta de la Lluna, de manera que no es pot veure directament des de la Terra. Es troba al costat de la banda sud de la muralla del prominent cràter Tsiolkovskiy. Gairebé connectat al sud-oest es troba Neujmin, de manera que Waterman es troba entre aquests dos cràters.

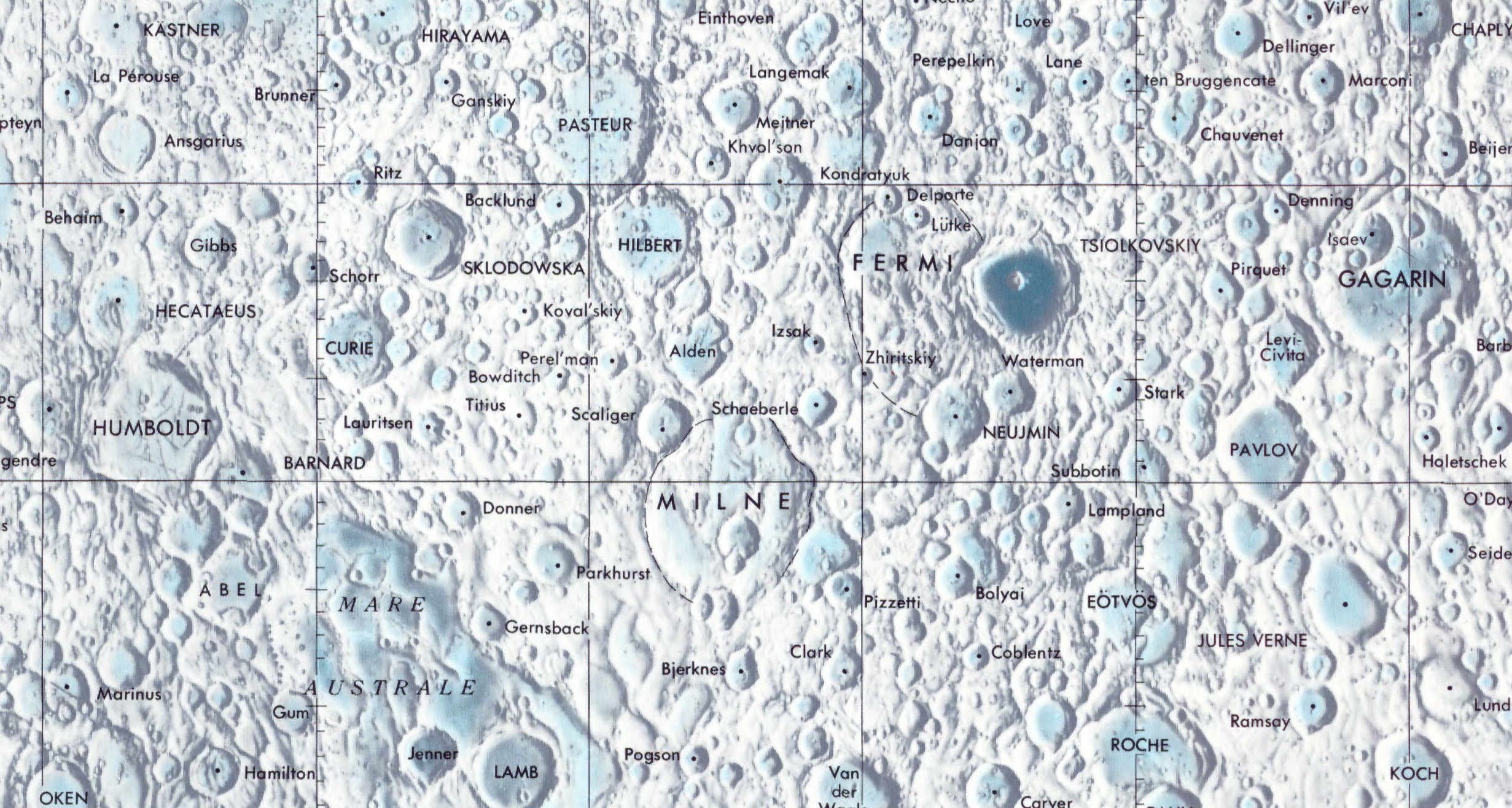
Localització de Waterman (centre de la imatge)
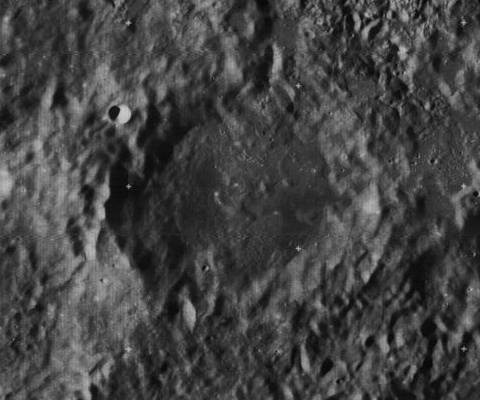
Fotografia de la missió Lunar Orbiter 3
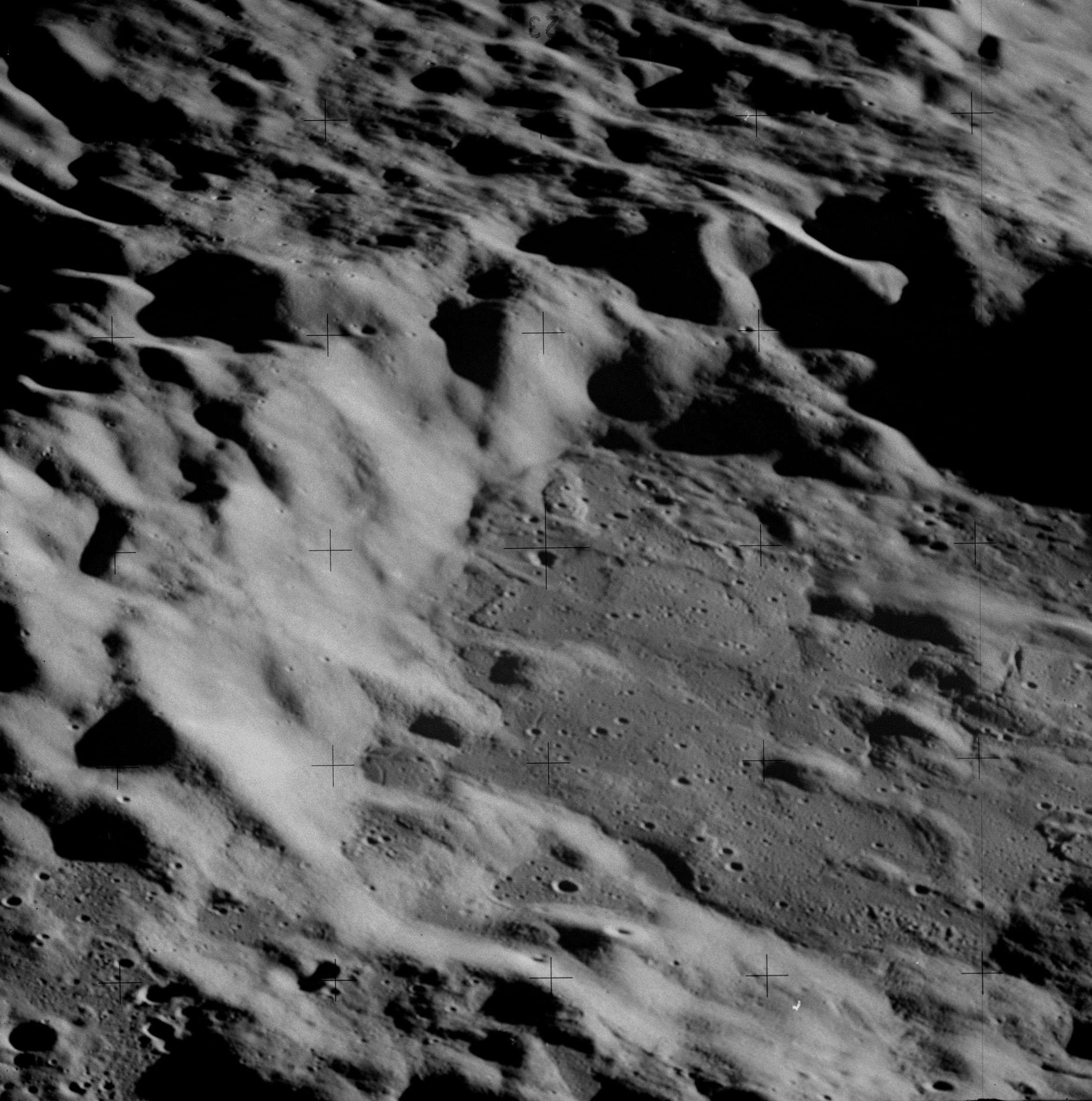
Vista obliqua des de l'Apollo 17

La vora exterior de Waterman ha estat una mica modificat per la seva proximitat a Tsiolkovskiy al nord, i presenta una forma lleument oval. El perfil de la vora apareix desgastada i irregular, amb materials expulsats acumulats a la banda nord de la plataforma interior. Destaquen dues zones de baix albedo al costat sud del sòl interior, habitualment formades per dipòsits de lava basàltica. Unes quantes crestes baixes es localitzen al voltant del centre i també a l'est del punt mitjà.